# Andrej Belofastov
Andrej Vladimirovič Belofastov (in russo Андрей Владимирович Белофастов?; Kiev, 2 ottobre 1969) è un pallanuotista sovietico, vincitore di una medaglia di bronzo ai giochi olimpici di Barcellona 1992.

## Biografia
Con il Mladost ha vinto due campionati croati e due Coppe di Croazia, con il Marsiglia un campionato francese, con il Jug Dubrovnik due Coppe di Croazia, un campionato croato, una Eurolega, una Coppa LEN e una Coppa Comen. Con la calottina del Triglav Kranj ha conquistato un campionato sloveno, mentre al Sintez Kazan un campionato russo, una Coppa di Russia e una Coppa LEN. Dal 2009 al 2015 è stato assistente tecnico della nazionale maschile e femminile Russa. Nel 2019 è allenatore della Dinamo Mosca femminile